# Cot Rambong (Kuala Pesisir)
Cot Rambong is een bestuurslaag in het regentschap Nagan Raya van de provincie Atjeh, Indonesië. Cot Rambong telt 424 inwoners (volkstelling 2010).